# Dead Man’s Eyes (Band)
Dead Man’s Eyes ist eine deutsche Indie- und Psychedelic-Rock-Band aus Köln/Bonn.

## Geschichte
Sänger und Gitarrist Peter Engel, Gitarrist Simon Reichelt und Schlagzeuger Robin Hertner gründeten im Jahr 2006 die Indierock-Band „Bandit“, aus der sich 2010 mit dem Einstieg von Bassist Simon Mead „Dead Man’s Eyes“ entwickelte.
Erstes musikalisches Lebenszeichen war eine EP, die 2013 in Eigenregie veröffentlicht und u. a. über Bandcamp verbreitet wurde. Danach verstrichen fünf Jahre, in denen aus durch Besetzungswechsel das Quartett zum Quintett wuchs und über einen Zeitraum von zwei Jahren das Debütalbum geschrieben und von Nima Davari aufgenommen und gemischt wurde. Die Veröffentlichung von Words of Prey erfolgte im Juni 2018 über das Krefelder Musiklabel Tonzonen Records. Als Deutschland-Premiere wurde das Album vorab via Slam im Stream vorgestellt.
Live-Auftritte absolvierte die Band bis 2018 u. a. mit Tame Impala, The Datsuns und Black Mountain.
2019 wurde die Band für den popNRW-Preis in der Kategorie „Newcomer“ nominiert.

## Stil
„Wie ein Wüstensturm“ fege die Musik der Band über den Hörer hinweg und sie lasse „Blues, Folk und Stoner Rock zugleich in ihr dichtes, ihr sphärisches Klangbild einfließen“, schrieb der Kölner Stadt-Anzeiger 2011, als die Band rund ein dreiviertel Jahr alt war.
In einer der ersten Rezensionen zum Debütalbum wurde der Sound als „satte Portion Indie-Rock, angereichert mit jeder Menge Garage-Psych“ bezeichnet. Als Einflüsse seien im Klangbild „die besten Elemente aus den vergangenen 60 Jahren britischer Rockmusik“ zu erkennen – „vom bluesbetonten Rock der Rolling Stones, über die außergewöhnlichen kompositorischen Talente und Fähigkeiten der Beatles, bis hin zur Modifizierung in den 90ern durch Oasis oder The Verve“. Im Fazit wurde das Album als „Sommerfestival-Soundtrack 2018“ bezeichnet.
Sowohl in der deutschen wie auch englisch- und spanischsprachigen Vorberichterstattung wurden die „dynamische Arrangements“ hervorgehoben, die sich „innerhalb weniger Sekunden von jazzig-leichten Tasten-Rhythmen“ in „mantrische, von drei Gitarren angetriebenen Jams verwandeln“ würden.

## Diskografie
- 2013: Meet Me in the Desert (EP, Selbstverlag)
- 2018: Words of Prey (Album, Tonzonen Records)